# Медаль Роберта Коха
Золотая медаль Роберта Коха (нем. Robert-Koch-Medaille in Gold) или сокращённо — Медаль Роберта Коха (нем. Robert-Koch-Medaille) — наряду с Премией Роберта Коха, одна из двух наград, ежегодно присуждаемых Фондом Роберта Коха за выдающиеся и международно признанные достижения в области биомедицинских наук..
24 марта 1882 года немецкий микробиолог Роберт Кох выделил бактерии Mycobacterium tuberculosis, способные вызвать туберкулёз у человека и некоторых животных. Его деятельность завоевала международную поддержку, в том числе 500 000 золотых марок от шотландско-американского благотворителя Эндрю Карнеги. Так было положено начало Фонду Роберта Коха, некоммерческой организации, содействующей прогрессу в медицине и борьбе с инфекционными заболеваниями, в частности, посредством финансового и общественного признания фундаментальных научных исследований, а также образцовых проектов направленных на решение медицинских и гигиенических проблем.

## Награждённые
Ниже приведён список учёных, награждённых Медалью Роберта Коха с 1974 год по 2017 год.
- 1974 — Пауль Каллос[нем.] (Швеция)
- 1977 — Пётр Грабарь (Франция)
- 1978 — Теодор фон Бранд[нем.] (Германия), Сол Кругман[англ.] (США)
- 1979 — Кристофер Эндрюс (Великобритания)
- 1980 — Эмми Кляйнебергер-Нобель[англ.] (Великобритания)
- 1981 — Маклин Маккарти[англ.] (США)
- 1982 — Эдгар Ледерер[фр.] (Франция), Вальтер Пагель[англ.] (Великобритания), Карел Стибло[нем.] (Нидерланды)
- 1985 — Ричард Краузе[нем.] (США)
- 1986 — Эрнст Август Руска (Германия)
- 1987 — Ханс Мюллер-Эберхард[англ.] (США)
- 1988 — Вилли Бургдорфер (США)
- 1989 — Моррис Хиллеман (США)
- 1990 — Эрнст Виндер[англ.] (США)
- 1991 — Вернер Шефер[нем.] (Германия)
- 1992 — Пит Борст[нем.] (Нидерланды), Говард Гудмен[нем.] (США)
- 1993 — Карл Леннерт[нем.] (Германия), Отто Вестфаль[нем.] (Швейцария)
- 1994 — Пауль Кляйн[нем.] (Германия)
- 1995 — Чарльз Вайсман[англ.] (Швейцария)
- 1996 — Густав Носсал (Австралия)
- 1997 — Сатоси Омура (Япония)
- 1998 — Георг Клейн (Швеция)
- 1999 — Барри Блум[англ.] (США)
- 2000 — Марко Баджолини[нем.] (Швейцария)
- 2001 — Эврион Митчисон (Великобритания)
- 2002 — Агнесса Ульман[нем.] (Франция)
- 2003 — Тадамицу Кисимото (Япония)
- 2004 — Хайнц Шаллер[нем.] (Германия)
- 2005 — Эмиль Унануэ[англ.] (США)
- 2006 — Ханс-Дитер Кленк[нем.] (Германия)
- 2007 — Бриджит Асконас (Великобритания)
- 2008 — Филипп Ледер (США)
- 2009 — Фолькер Тер Мюлен[нем.] (Германия)
- 2010 — Фотис Кафатос (Великобритания)
- 2011 — Эрнст-Людвиг Виннакер[нем.] (Германия)
- 2012 — Экард Виммер[англ.] (США)
- 2013 — Энтони Фаучи (США)
- 2014 — Герман Бюжард[нем.] (Германия)
- 2015 — Питер Пиот (Бельгия)
- 2016 — Кай Симонс[фин.] (Финляндия)
- 2017 — Кристофер Т. Уолш[англ.]* (США)
- 2018 — Staffan Normark[англ.] (Швеция)
- 2019 — Martin J. Blaser[англ.] (США)
- 2020 — Thomas F. Meyer[нем.] (Берлин)
- 2021 — Кирьякос Николау (Кипр)